# Opuntia excelsa
Opuntia excelsa är en kaktusväxtart som beskrevs av Sánchez-mej. Opuntia excelsa ingår i släktet fikonkaktusar, och familjen kaktusväxter. Inga underarter finns listade i Catalogue of Life.